# Nototriton picucha
Nototriton picucha es una especie de salamandras en la familia Plethodontidae.
Endémica del Parque nacional de la Sierra de Agalta, en el departamento de Olancho (Honduras).